# Chapelle Saint-Calais du château de Blois
La chapelle Saint-Calais, aussi appelée Sainte chapelle du château de Blois, est une ancienne chapelle palatiale située au sein du château royal de Blois, en région Centre-Val de Loire.

## Histoire

### La chapelle du Châtelet
Attestée dès 866 après l'arrivée de moines bénédictins fuyant le Perche en proie aux raids vikings d'Hasting, la chapelle fut le refuge des bénédictins du monastère de Saint Calais, avec la bénédiction des comtes de Blois et rois des Francs,. Ils furent suivis le 23 octobre 873 par les moines de Saint-Laumer, venus avec les reliques de leur patron pour des raisons identiques. Néanmoins, le vicomte Thibaud l'Ancien demandera en 924 le transfert des moines hors de sa résidence, c'est ainsi que le roi Raoul leur concède l'église Saint-Lubin,, alors en contrebas du château. En 1121 ou 1150, la chapelle est concédée aux chanoines réguliers de Bourg-Moyen, qui en conserveront les droits jusqu'en 1790.
Les reliques de Saint Calais d'Anille ne parviennent à la chapelle comtale de Blois qu'au XIIe siècle, vers 1171, alors que les moines craignent une profanation de la part des Anglais.
Sous les comtes, il était coutume de qualifier la chapelle du château médiéval comme la chapelle de la Tour ou du Châtelet,. En 1324, la Gallia Christiana fait mention d'une chapelle Saint-Calais rénovée grâce à l'attention du comte Guy Ier, qui y requiert la célébration de 3 messes par semaine par un chanoine de Bourg-Moyen. Son fils, Charles de Blois, aurait ainsi passé beaucoup de temps au sein de la chapelle lors de son enfance avant de prétendre au duché du Bretagne.

### La chapelle royale
À l'image de la quasi-totalité du château, la chapelle est intégralement reconstruite à partir de 1498 lorsque Louis XII accède au trône, avant d'être officiellement consacrée le 12 novembre 1508 par Antoine Dufour, évêque de Marseille et confesseur de la reine Anne de Bretagne. L'édifice faisait alors principalement office d'oratoire privé du roi ; les nobles de la cour préférant la chapelle Sainte-Constance.
Le 3 novembre 1586, le roi Henri III y fonda la messe quotidienne dite messe du Roi.
Le 4 avril 1788, les reliques de Saint Calais sont transférées vers la collégiale Saint-Sauveur, avant que le château, alors abandonné depuis plus d'un siècle, s'apprête à recevoir le Régiment Royal-Comtois en son sein. La chapelle est ensuite transformée en cuisines de l'armée, jusqu'au départ des troupes en 1789. En 1792, après la dissolution de Saint-Sauveur, l'abbé Henri Grégoire contribue à restituer une partie des reliques à leur abbaye d'origine, à Saint-Calais.
De la chapelle du XVIe siècle ne susbsite aujourd'hui que le chœur gothique aux voûtes à liernes et tiercerons, la nef ayant été détruite en 1635 par Mansart lors de la construction de l’aile Gaston d’Orléans. On estime ainsi que la chapelle a été réduite de moitié en termes de longueur par rapport à ses dimensions initiales.
Les fourneaux installés par le Régiment Royal-Comtois quittent finalement la chapelle en 1845, et l'édifice est renové jusqu'en 1865. L'étage, créé par les militaires, a également été supprimé en 1868. La façade fut créée lors de cette deuxième campagne de restauration du château, par Félix Duban et Jules de La Morandière en 1870. Lors de la Seconde Guerre mondiale, les vitraux sont soufflés. De nouveaux, au style moderne, sont installés en 1957 par Max Ingrand, et évoquent plusieurs figures de l’histoire locale, dont Jeanne d'Arc et Charles de Blois.

### La rivalité historique avec la collégiale Saint-Sauveur

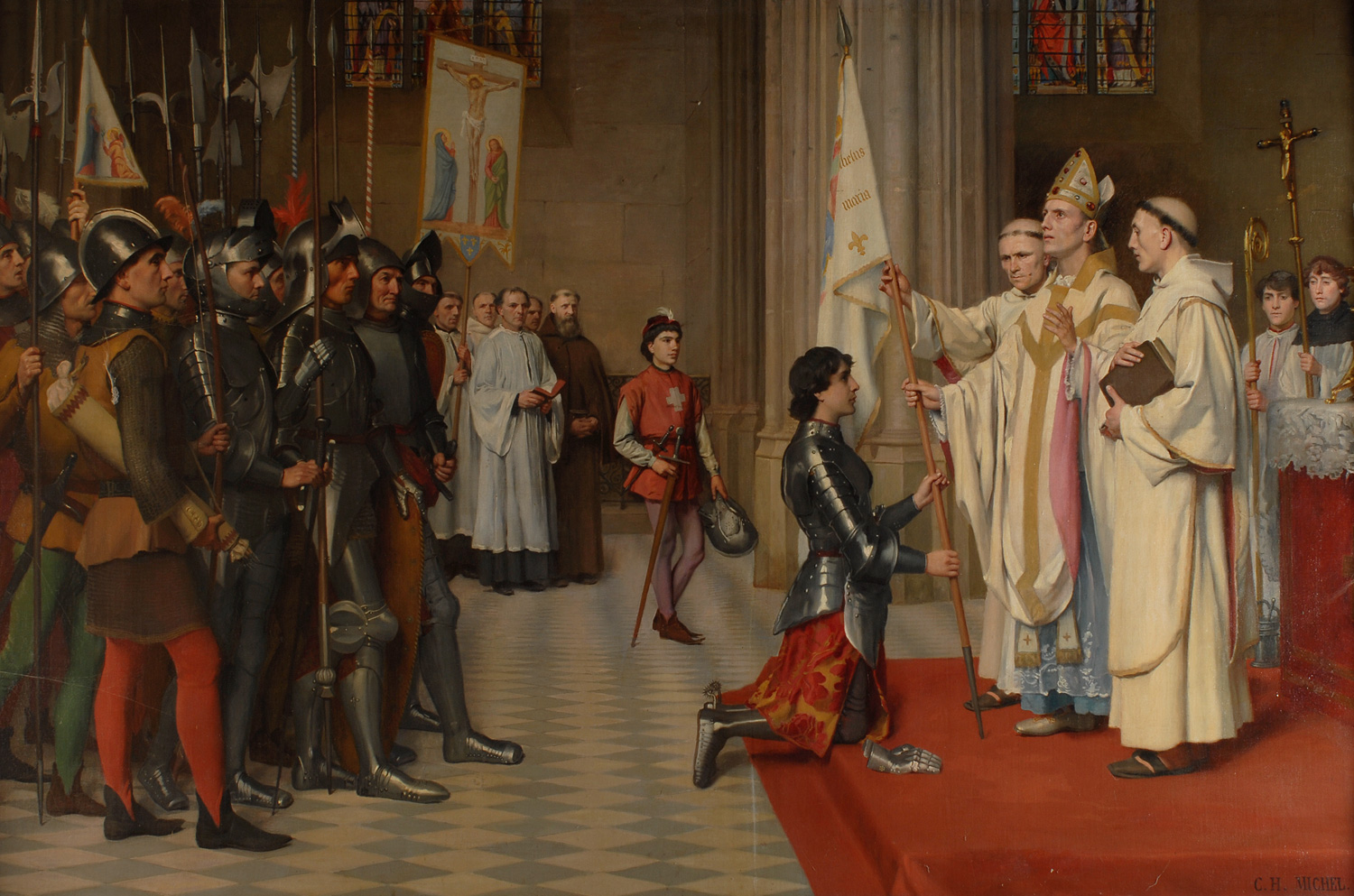
Jeanne d'Arc faisant bénir son étendard à Blois, de Charles-Henri Michel, 1901. L'action se passe en l'église Saint-Sauveur, mais le tableau est aujourd'hui exposé à l'intérieur de chapelle Saint-Calais.

Depuis l'attribution des offices de la chapelle Saint-Calais aux chanoines de l'abbaye de Bourg-Moyen en au XIIe siècle, les moines de la collégiale Saint-Sauveur, également située sur le promontoire du Château, se sont régulièrement réclamés comme étant la véritable chapelle royale où les Rois et Reines de France s'en remettaient à Dieu. Néanmoins, si la fréquentation de Blois par l'ensemble des monarques de France est largement discutable, lorsque Saint-Sauveur fut détruite en 1566 lors des guerres de Religions, les moines n'eurent d'autre choix d'officier pendant environ 5 ans au sein de Saint-Calais en attendant la reconstruction de leur collégiale.

## Localisation
La chapelle Saint-Calais se trouve à l'extrêmité ouest de l’aile Louis XII, dans la cour intérieure du château,.

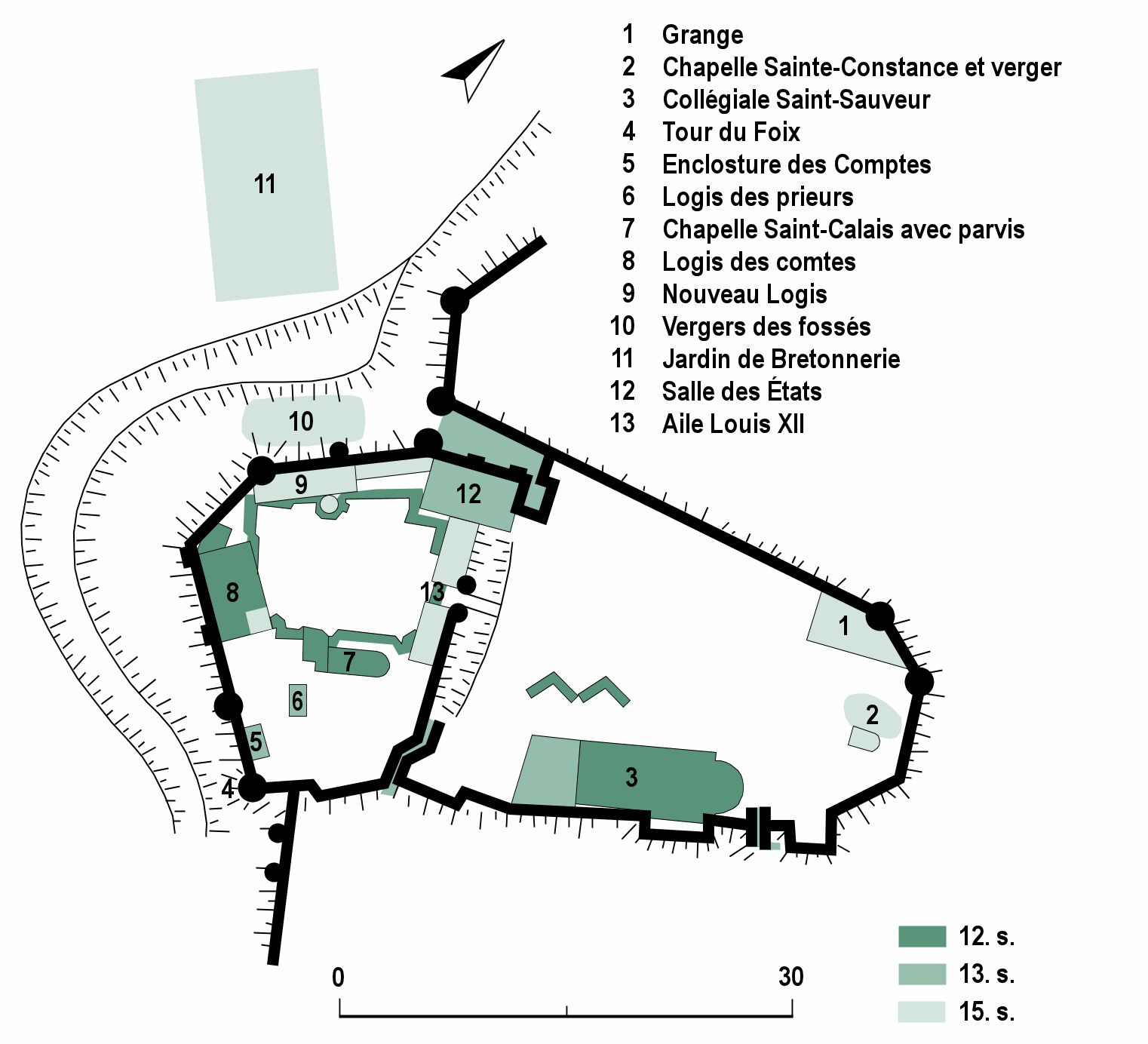
La chapelle Saint-Calais (en ⑦) telle que sur la carte de l'éperon du château, depuis au moins 1498.